# Open Sud de France 2016
Open Sud de France 2016 — тенісний турнір, що проходив на кортах з твердим покриттям у місті Монпельє, Франція з 1 лютого. Належав до категорії ATP World Tour 250.

## Фінальна частина

### Одиночний розряд
Рішар Гаске —  Поль-Анрі Матьє 7–5, 6–4

### Парний розряд
Мате Павич /  Майкл Вінус —  Александр Зверєв /  Міша Зверєв 7–5, 7–6(7–4)